# Padouk

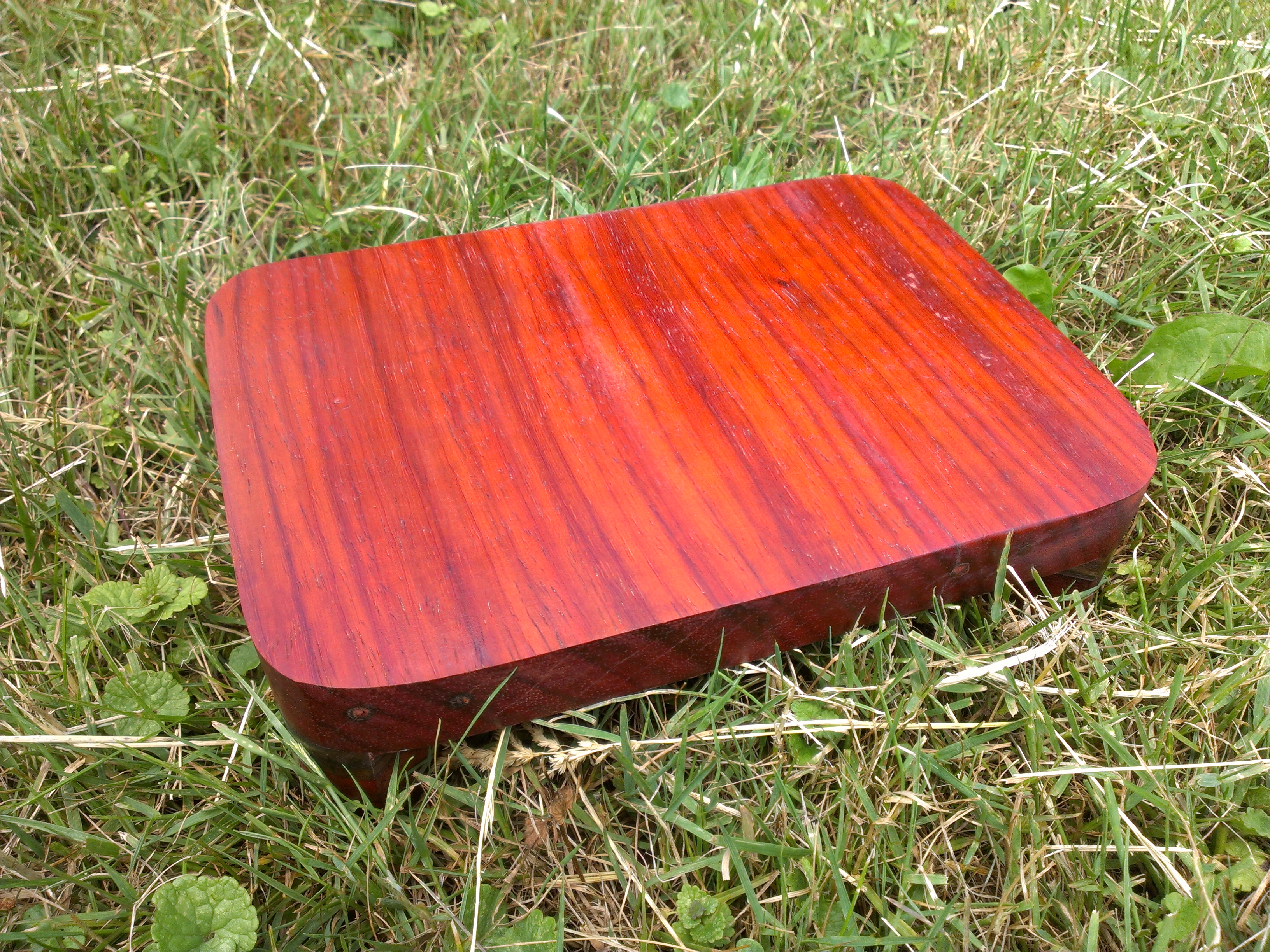
Podstavec pod bonsai, vyrobený ze dřeva padouk

Padouk je dřevo tropického stromu Pterocarpus soyauxii z rodu křídlok (Pterocarpus), náležejícího do čeledi bobovité. Tato dřevina se vyskytuje v tropické Africe v Angole, Kamerunu, Středoafrické republice, Rovníkové Guineji, Gabonu, Nigérii a Zaire. Roste v tropických deštných lesích.
Padouk náleží mezi ekonomicky důležitá dřeva rovníkové Afriky. V Evropě je znám již od 17. století.
Běl padouku je bělavá až krémová, jádrové dřevo je korálově červené až červenohnědé. Padouk se používá převážně opracovaný do podoby parket, nábytku či k výrobě hudebních nástrojů.